# Igreja de São Pedro (Sharnbrook)

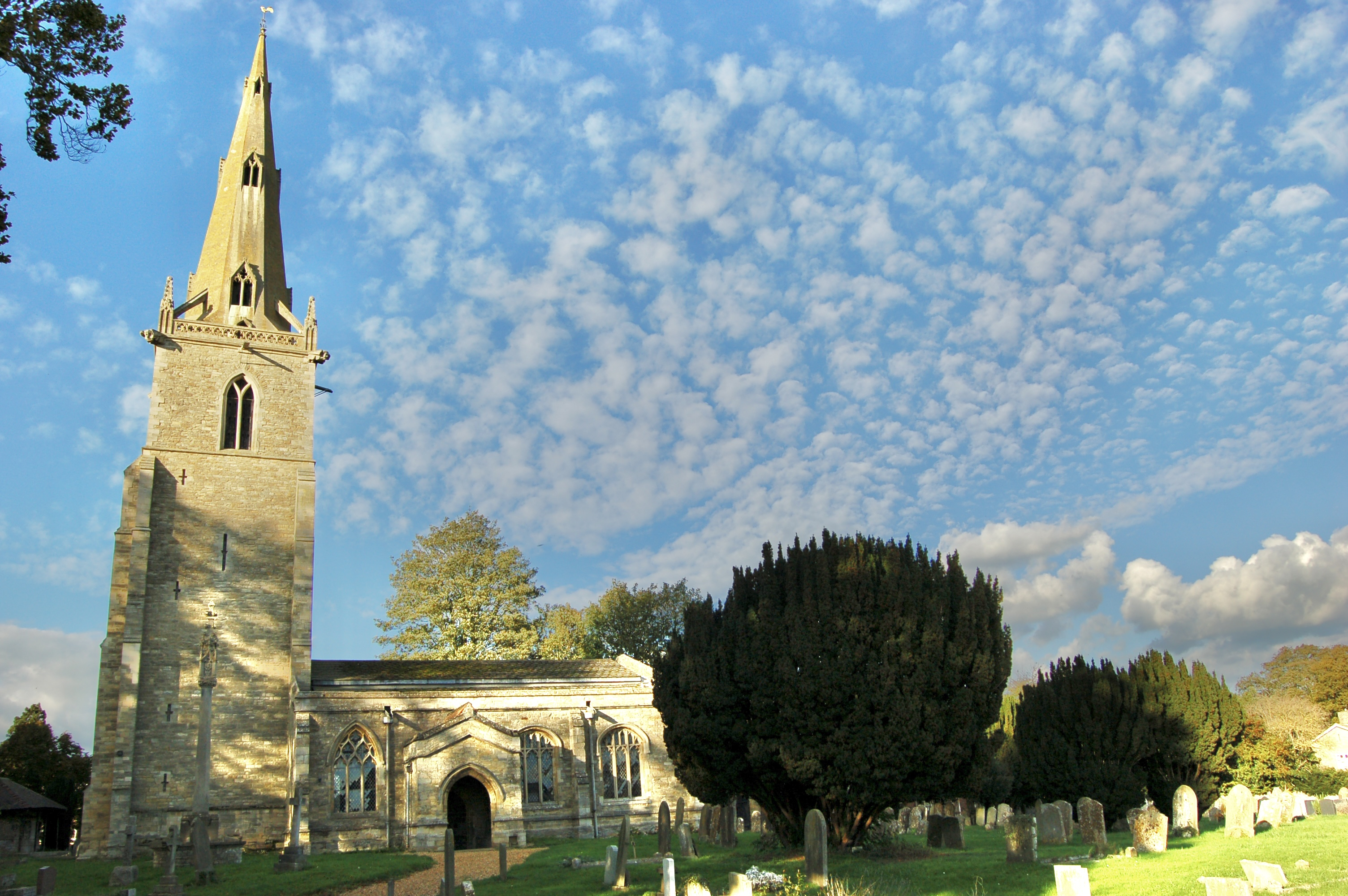
Igreja de São Pedro, Sharnbrook

A Igreja de São Pedro é uma igreja listada como Grau I em Sharnbrook, Bedfordshire, na Inglaterra. Tornou-se um edifício listado em 13 de julho de 1964. A igreja paroquial é dedicada a São Pedro. É de estilo arquitectónico gótico, com torre e pináculo. O seu interior é decorado com monumentos.